# Bắc Kivu
Bắc Kivu (Nord-Kivu trong tiếng Pháp) là một trong 11 đơn vị hành chính cấp tỉnh của Cộng hòa Dân chủ Congo. Tỉnh này giáp ranh với vùng Tây của Uganda với Hồ Kivu ở phía đông. Tỉnh lị của nó là Goma.